# Оркарале (Верчели)
Оркарале је насеље у Италији у округу Верчели, региону Пијемонт.
Према процени из 2011. у насељу је живело 35 становника. Насеље се налази на надморској висини од 438 м.